# 学甲タチアオイ文化イベント
学甲タチアオイ文化イベント(がっこうタチアオイぶんかイベント)は、台南市学甲区光華コミュニティで開催する文化イベントである。
最初は市民が自ら経費を用意して、休耕時期で休耕地に5ヘクタールのタチアオイを植える。
その後、学甲区役所と農業協会と農業局からサポートを受け、及び約20ヘクタールの小麦畑、菜の花とセンソウ、花が咲く時期に色々な種類のイベントを開催する。
台南市地方検察庁から特別プロジェクトとして、凡そ100人ほどの労務者がタチアオイの植えることを支援する。